# Arrondissement Châtellerault
Châtellerault is een arrondissement van het Franse departement Vienne in de regio Nouvelle-Aquitaine. De onderprefectuur is Châtellerault.

## Kantons
Het arrondissement was tot 2014 samengesteld uit de volgende kantons:
- Kanton Châtellerault-Nord
- Kanton Châtellerault-Ouest
- Kanton Châtellerault-Sud
- Kanton Dangé-Saint-Romain
- Kanton Lencloître
- Kanton Loudun
- Kanton Moncontour
- Kanton Monts-sur-Guesnes
- Kanton Pleumartin
- Kanton Saint-Gervais-les-Trois-Clochers
- Kanton Les Trois-Moutiers
- Kanton Vouneuil-sur-Vienne

Na de herindeling van de kantons bij decreet van 26 februari 2014 met uitwerking op 22 maart 2015 omvat het volgende kantons:
- Kanton Châtellerault-1
- Kanton Châtellerault-2
- Kanton Châtellerault-3
- Kanton Chauvigny ( deel : 7/15)
- Kanton Jaunay-Marigny ( deel : 1/6)
- Kanton Loudun
- Kanton Montmorillon ( deel : 1/26)